# Montréal

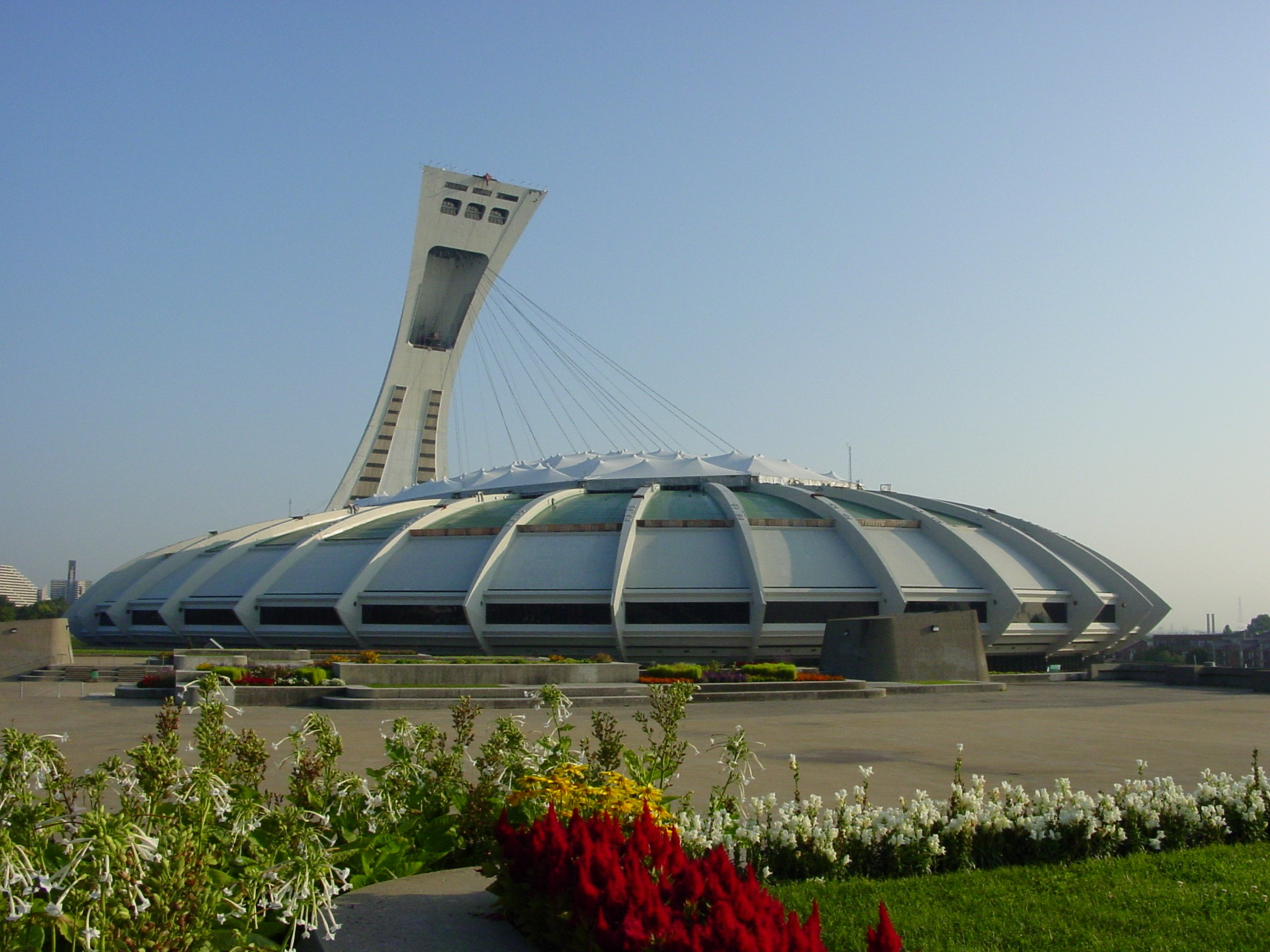
Vận động trường chính của Thế vận hội 1976

Montréal (/mɔ̃ʁeal/ⓘ) (tiếng Anh: Montreal) là thành phố lớn nhất của tỉnh bang Québec và thành phố đông dân thứ nhì của Canada. Nếu kể số người nói tiếng Pháp thì Montréal đứng thứ nhì trên thế giới, sau Paris. Tọa lạc ngay giữa thành phố là một ngọn núi nhỏ có tên là Mont Réal trong tiếng Pháp cổ (Mont Royal trong tiếng Pháp hiện đại ngày nay) - từ đó tên Montréal được sinh ra.
Năm 2016, thành phố có dân số 1.704.694 người, với dân số 1.942.044 trong vùng đô thị, bao gồm tất cả các đô thị khác trên đảo Montréal. Khu vực đô thị rộng lớn hơn có dân số 4.098.927 người. Tiếng Pháp là ngôn ngữ chính thức của thành phố và là ngôn ngữ được sử dụng tại nhà bởi 49,8% dân số của thành phố, tiếp theo là tiếng Anh với 22,8% và 18,3% ngôn ngữ khác (trong điều tra dân số năm 2016, không bao gồm đa ngôn ngữ phản ứng ngôn ngữ). Trong Khu vực điều tra dân số Montréal lớn hơn, 65,8% dân số nói tiếng Pháp tại nhà, so với 15,3% nói tiếng Anh. Sự kết tụ Montreal là một trong những thành phố song ngữ nhất ở Québec và Canada, với hơn 59% dân số có thể nói cả tiếng Anh và tiếng Pháp. Montréal là thành phố nói tiếng Pháp lớn thứ hai trên thế giới, sau Paris. Thành phố tọa lạc ở phía tây nam của Thành phố Quebec là 258 km (160 dặm).
Trong lịch sử thủ đô thương mại của Canada, Montréal bị Toronto vượt qua dân số và về sức mạnh kinh tế vào những năm 1970. Thành phố này vẫn là một trung tâm quan trọng của thương mại, hàng không vũ trụ, giao thông vận tải, tài chính, dược phẩm, công nghệ, thiết kế, giáo dục, nghệ thuật, văn hóa, du lịch, thực phẩm, thời trang, chơi game, phim ảnh và các vấn đề thế giới. Montreal có số lượng lãnh sự quán cao thứ hai ở Bắc Mỹ, đóng vai trò là trụ sở của Tổ chức Hàng không Dân dụng Quốc tế, và được mệnh danh là Thành phố Thiết kế của UNESCO năm 2006. Năm 2017, Montréal được Đơn vị Tình báo Kinh tế xếp hạng là thành phố đáng sống thứ 12 trên thế giới trong Bảng xếp hạng Khả năng sống toàn cầu hàng năm, và là thành phố tốt nhất trên thế giới để trở thành sinh viên đại học trong Bảng xếp hạng Đại học Thế giới QS.
Montréal đã tổ chức nhiều hội nghị và sự kiện quốc tế, bao gồm Triển lãm quốc tế và toàn cầu năm 1967 và Thế vận hội Mùa hè 1976. Đây là thành phố duy nhất của Canada tổ chức Thế vận hội mùa hè. Năm 2018, Montréal được xếp hạng là thành phố thế giới Alpha. Kể từ năm 2016, thành phố tổ chức Giải Grand Prix Canada của Công thức 1, Liên hoan nhạc Jazz quốc tế Montréal và Lễ hội Chỉ để cười.

## Vị trí
Montréal nằm ở phía tây-nam của Thành phố Québec - thủ phủ của tỉnh bang - khoảng 200 km, và độ 150 km về phía đông của Ottawa - thủ đô của Canada. Toàn thể thành phố chính và các khu vực ngoại ô phụ cận nằm trên một hòn đảo lớn ở giữa sông Saint-Laurent (tiếng Anh: Saint Lawrence). Tổng cộng diện tích của đảo Montréal và các đảo nhỏ hơn xung quanh Montréal khoảng 500 km². Đối diện, qua phía bắc của sông, là Laval - thành phố đông dân thứ nhì của Québec và các thị trấn nhỏ hơn; qua phía nam của sông là Longeuil, Brossard, Saint-Hubert,...

## Dân cư
Tổng số dân cư, nếu kể cả Montréal lẫn các thành phố phụ cận, đạt hơn 3,5 triệu vào đầu thế kỷ 21; dân số của thành phố Montréal chính thức chỉ khoảng 1,8 triệu. Tuy đại đa số dân Montréal nói tiếng Pháp, rất nhiều người nói cả tiếng Anh lẫn tiếng Pháp. Thêm vào đó là gần 500.000 các cư dân đến từ các nơi khác như Ý, Nam Mỹ, Israel, Hy Lạp, Trung Hoa, Haiti, Bồ Đào Nha, Việt Nam, Đông Nam Á, Ấn Độ, Đông Âu... và các ngôn ngữ của họ.

## Lịch sử

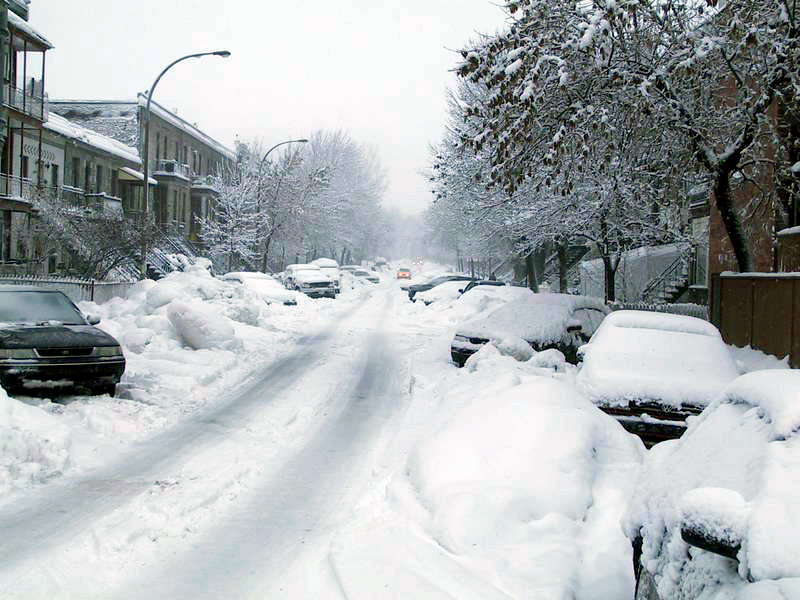
Sau một trận bão tuyết tại Montréal

Đảo Montréal vốn là đất của thổ dân Algonquin, Huron và Iroquois từ hàng ngàn năm trước khi người Pháp đến thám hiểm Bắc Mỹ vào đầu thế kỷ 16 (Jacques Cartier - 1535; Samuel de Champlain - 1608). Đến 1642 các nhà truyền giáo Paul de Chomedey de Maisonneuve và Jeanne Mance lập ra một làng nằm trong phạm vi của Montréal ngày nay. Làng đó được đặt tên là Ville-Marie và càng ngày càng mở rộng nhờ vào sự trao đổi giữa người Pháp định cư và dân bản xứ. Đa số dân của Ville-Marie là người Pháp nhưng sau khi Hầu tước Vaudreuil (Pierre Francois de Rigaud) trao thành Ville-Marie cho Đế quốc Anh vào 1760, các dân di cư từ Anh, Ireland, Scotland và những nơi khác ở Âu Châu cũng đến lập nghiệp tại đây. Montréal chính thức trở thành một thành phố vào năm 1832. Từ thập niên 1860 đến thập niên 1930 là thời kỳ huy hoàng nhất của Montréal; nhiều người cho rằng thời kỳ này kéo dài đến cuối thập niên 1970, trước khi các kỹ nghệ, thương mại và dân nói tiếng Anh dọn đi Toronto.
Tuy vậy, Montréal vẫn còn là một thành phố quan trọng của Bắc Mỹ, nếu không muốn nói là của thế giới, về thương mại, kỹ nghệ, đầu tư, chính trị, du lịch và nhất là về các hoạt động văn hóa. Montréal là hải cảng chính nối liền Ngũ Đại Hồ với Đại Tây Dương. Dưới ảnh hưởng của hai nền văn hóa Anh và văn hóa Pháp, cộng thêm vào đó là dân cư nói nhiều thứ tiếng, Montréal trở thành một cái gạch nối tự nhiên giữa châu Âu và Bắc Mỹ. Montréal còn giữ được rất nhiều kiến trúc cổ từ thế kỷ 18, thế kỷ 19 cho đến những trụ sở thương mại của đầu thế kỷ 20 và những cao ốc trụ sở kinh doanh xây vào thập niên 1950, thập niên 1960. Khu Montréal Cổ (tiếng Pháp: Vieux Montréal, tiếng Anh: Old Montreal) vẫn còn nhiều con đường đá và nhiều di tích cũ của thị trấn Ville-Marie ngày xưa. Montréal có một hệ thống xe điện ngầm (Métro) nối liền với các hệ thống xe lửa và xe buýt - ngay cả sang hai thành phố bên kia bờ sông của Montréal (Laval và Longeuil) bằng cách đào đường hầm dưới sông Saint-Laurent. Hầu hết các cơ sở thương mại, trường đại học, cơ quan chính phủ và các cao ốc tại trung tâm của thành phố đều được nối với nhau bằng đường hầm. Ảnh hưởng của tôn giáo, nhất là của Giáo hội Công giáo La Mã, thể hiện qua hàng trăm các nhà thờ to nhỏ khác nhau của Montréal. To, đẹp và quan trọng nhất là các thánh đường sau đây:
- Basilica Notre-Dame de Montréal
- Cathedral Marie-Reine-du-Monde
- Basilica St. Patrick
- Oratoire St. Joseph
- Basilica Notre-Dame-du-Bon-Secours
- Christ Church Cathedral

Với dân số chưa đến 4 triệu, Montréal có 8 trường đại học và nhiều trường cao đẳng. Khác với đa số các trường đại học ở Bắc Mỹ, những đại học của Montréal nằm ngay trong phạm vi của thành phố.
- Đại học McGill
- Đại học Concordia
- Đại học Montréal
- Đại học Québec tại Montréal
- Đại học Shebrooke tại Longueuil
- Trường Bách khoa Montréal
- Trường Thương mại Cao cấp (HEC)
- Trường Công nghệ Cao cấp (ÉTS)
- Trường Hành chính Quốc gia (Montréal)

Tuy có nhiều nhà thờ nhưng dân Montréal sống rất phóng khoáng, ít bảo thủ - mức độ sinh sản và số người sùng đạo càng ngày càng giảm kể từ thập niên 1960. Trái lại, họ thích hội hè, yêu chuộng âm nhạc, văn nghệ, phim ảnh, thể thao và các trao đổi văn hóa quốc tế. Năm 1967 Montréal là địa điểm tổ chức Triển lãm Quốc tế (Expos '67), một triển lãm thành công nhất trong lịch sử; đến năm 1976 Montréal lại tổ chức Thế vận hội Mùa hè 1976, một kỳ Thế vận hội quá tốn kém dẫn đến tình trạng thua lỗ nặng nề nhất trong lịch sử của phong trào Thế vận hội hiện đại. Mỗi mùa xuân, vào ngày Thánh bổn mạng của Ireland (Ngày St. Patrick), Montréal tổ chức một đám rước cho vị thánh này, to thứ nhì trên thế giới (sau New York). Điểm đặc biệt là đám rước này mất hẳn tính chất tôn giáo và biến thành một trình diễn văn hóa cộng đồng - ngay cả cộng đồng Phật giáo Tây Tạng cũng có đại diện trong đám rước này.
Sang đến mùa hè thì Montréal lúc nào cũng có ít nhất một hội hè. Trong khi các thành phố khác chỉ có một, Montréal có 3 liên hoan phim diễn ra hàng năm, trong đó Liên hoan phim thế giới Montréal (Festival du Film International de Montréal) - đứng thứ ba sau Liên hoan phim Cannes và Liên hoan phim quốc tế Toronto - là quan trọng nhất. Đại hội nhạc Jazz Montréal (Montreal Jazz Festival) - một trong hàng chục các nhạc hội khác - thu hút hàng trăm ngàn người mỗi năm. Ngày Canada Day là một ngày mọi người nghỉ ngơi nhưng ngày Thánh bổn mạng của Québec (St. Jean Bapstiste) lại là một dịp để mọi người vui chơi, nhất là ở những khu đông dân nói tiếng Pháp. Francopholie là một dịp để các nhạc sĩ, nghệ sĩ nói tiếng Pháp trên toàn thế giới đến khoe tài tại Montréal. Triển lãm nghệ thuật pháo bông quốc tế (với nhạc) diễn ra hàng tuần trong tháng 7 và tháng 8. Montréal cũng là một địa điểm của loại đua xe nhanh nhất và tốn tiền nhất trên thế giới: Formula One. Hàng năm cả trăm ngàn người trên khắp thế giới kéo nhau đến Montréal để xem các tay lái thượng thặng đua tài với tốc độ hơn 300 km/giờ. Hầu như không có tay khôi hài nào ở Bắc Mỹ không tham dự Juste pour rire/Just For Laugh diễn ra vào tháng 8 hàng năm tại Montréal. Trong các hội hè của các dân định cư thì Tuần lễ của Ý và ngày Độc lập của Hy Lạp là hai lễ hội to nhất.

## Người gốc Việt
Trước 1975, cộng đồng người Việt ở Montréal chỉ độ 100 người, đa số là sinh viên du học. Sau đó, nhất là từ 1975 đến 1985, Montréal là nơi tiếp nhận người Việt nhiều nhất tại Canada. Thống kê dân số năm 2001 tính được 25.605 cư dân gốc Việt đông thứ nhì sau cộng đồng người Việt tại Toronto. So với dân địa phương, người Việt ở Montreal có học vấn cao (14,5%: 28,3% có bằng đại học). Một số đáng kể hoạt động trong ngành y khoa (10,4% so với 5,5% dân bản xứ). Cộng đồng người Việt tại Montréal được cho là đã sáp nhập một cách rất hòa đồng với đời sống và dân bản xứ.

## Hành chính

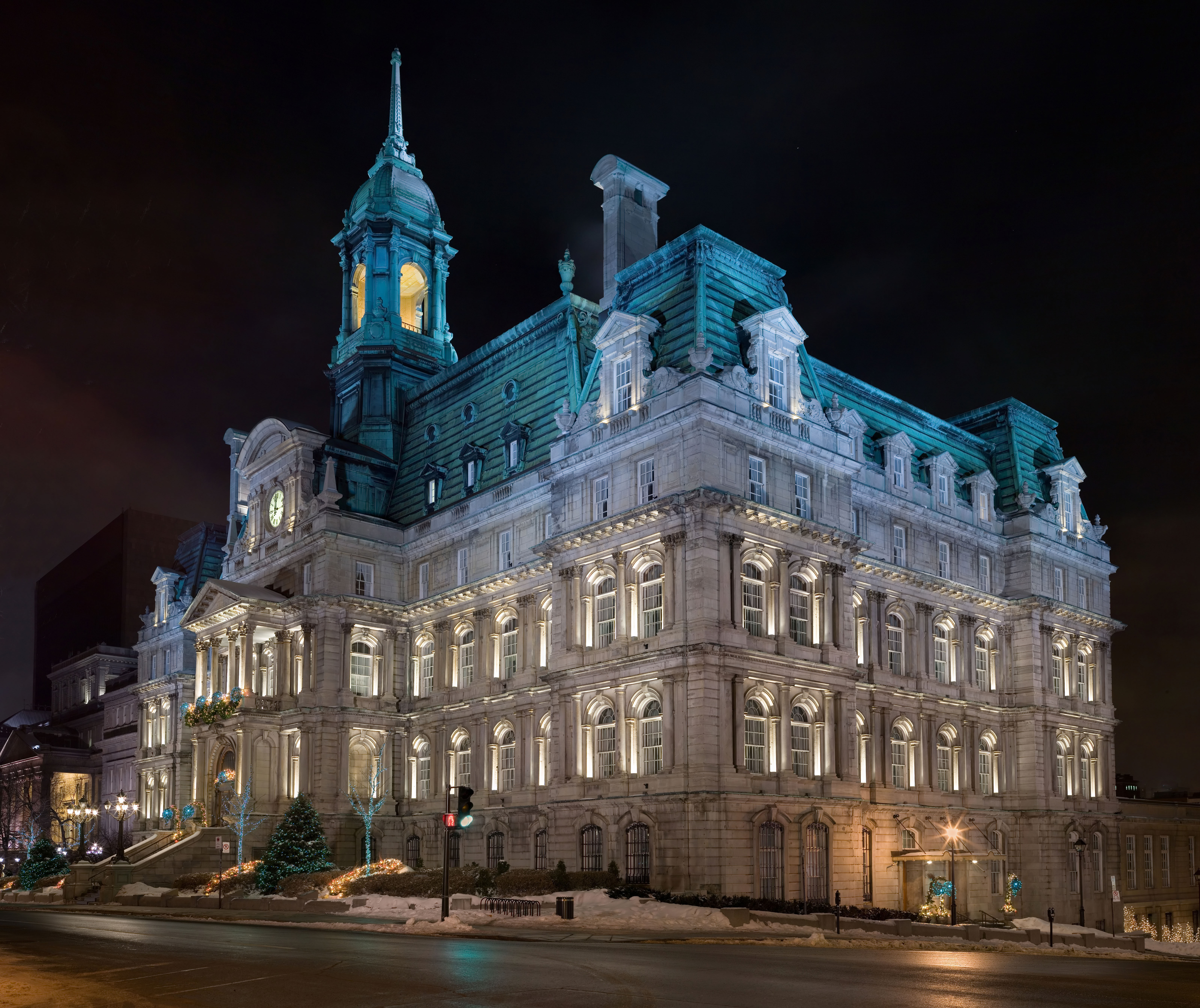
Tòa thị chính Montréal

## Khí hậu
| Dữ liệu khí hậu của Montréal Sân bay quốc tế Pierre Elliott Trudeau-Montréal (1981−2010) | Dữ liệu khí hậu của Montréal Sân bay quốc tế Pierre Elliott Trudeau-Montréal (1981−2010) | Dữ liệu khí hậu của Montréal Sân bay quốc tế Pierre Elliott Trudeau-Montréal (1981−2010) | Dữ liệu khí hậu của Montréal Sân bay quốc tế Pierre Elliott Trudeau-Montréal (1981−2010) | Dữ liệu khí hậu của Montréal Sân bay quốc tế Pierre Elliott Trudeau-Montréal (1981−2010) | Dữ liệu khí hậu của Montréal Sân bay quốc tế Pierre Elliott Trudeau-Montréal (1981−2010) | Dữ liệu khí hậu của Montréal Sân bay quốc tế Pierre Elliott Trudeau-Montréal (1981−2010) | Dữ liệu khí hậu của Montréal Sân bay quốc tế Pierre Elliott Trudeau-Montréal (1981−2010) | Dữ liệu khí hậu của Montréal Sân bay quốc tế Pierre Elliott Trudeau-Montréal (1981−2010) | Dữ liệu khí hậu của Montréal Sân bay quốc tế Pierre Elliott Trudeau-Montréal (1981−2010) | Dữ liệu khí hậu của Montréal Sân bay quốc tế Pierre Elliott Trudeau-Montréal (1981−2010) | Dữ liệu khí hậu của Montréal Sân bay quốc tế Pierre Elliott Trudeau-Montréal (1981−2010) | Dữ liệu khí hậu của Montréal Sân bay quốc tế Pierre Elliott Trudeau-Montréal (1981−2010) | Dữ liệu khí hậu của Montréal Sân bay quốc tế Pierre Elliott Trudeau-Montréal (1981−2010) |
| Tháng                                                                                    | 1                                                                                        | 2                                                                                        | 3                                                                                        | 4                                                                                        | 5                                                                                        | 6                                                                                        | 7                                                                                        | 8                                                                                        | 9                                                                                        | 10                                                                                       | 11                                                                                       | 12                                                                                       | Năm                                                                                      |
| ---------------------------------------------------------------------------------------- | ---------------------------------------------------------------------------------------- | ---------------------------------------------------------------------------------------- | ---------------------------------------------------------------------------------------- | ---------------------------------------------------------------------------------------- | ---------------------------------------------------------------------------------------- | ---------------------------------------------------------------------------------------- | ---------------------------------------------------------------------------------------- | ---------------------------------------------------------------------------------------- | ---------------------------------------------------------------------------------------- | ---------------------------------------------------------------------------------------- | ---------------------------------------------------------------------------------------- | ---------------------------------------------------------------------------------------- | ---------------------------------------------------------------------------------------- |
| Cao kỉ lục °C (°F)                                                                       | 13.9 (57.0)                                                                              | 15.0 (59.0)                                                                              | 25.6 (78.1)                                                                              | 30.0 (86.0)                                                                              | 34.7 (94.5)                                                                              | 35.0 (95.0)                                                                              | 35.6 (96.1)                                                                              | 37.6 (99.7)                                                                              | 33.5 (92.3)                                                                              | 28.3 (82.9)                                                                              | 21.7 (71.1)                                                                              | 18.0 (64.4)                                                                              | 37.6 (99.7)                                                                              |
| Trung bình ngày tối đa °C (°F)                                                           | −5.3 (22.5)                                                                              | −3.2 (26.2)                                                                              | 2.5 (36.5)                                                                               | 11.6 (52.9)                                                                              | 18.9 (66.0)                                                                              | 23.9 (75.0)                                                                              | 26.3 (79.3)                                                                              | 25.3 (77.5)                                                                              | 20.6 (69.1)                                                                              | 13.0 (55.4)                                                                              | 5.9 (42.6)                                                                               | −1.4 (29.5)                                                                              | 11.5 (52.7)                                                                              |
| Trung bình ngày °C (°F)                                                                  | −9.7 (14.5)                                                                              | −7.7 (18.1)                                                                              | −2 (28)                                                                                  | 6.4 (43.5)                                                                               | 13.4 (56.1)                                                                              | 18.6 (65.5)                                                                              | 21.2 (70.2)                                                                              | 20.1 (68.2)                                                                              | 15.5 (59.9)                                                                              | 8.5 (47.3)                                                                               | 2.1 (35.8)                                                                               | −5.4 (22.3)                                                                              | 6.8 (44.2)                                                                               |
| Tối thiểu trung bình ngày °C (°F)                                                        | −14.0 (6.8)                                                                              | −12.2 (10.0)                                                                             | −6.5 (20.3)                                                                              | 1.2 (34.2)                                                                               | 7.9 (46.2)                                                                               | 13.2 (55.8)                                                                              | 16.1 (61.0)                                                                              | 14.8 (58.6)                                                                              | 10.3 (50.5)                                                                              | 3.9 (39.0)                                                                               | −1.7 (28.9)                                                                              | −9.3 (15.3)                                                                              | 2.0 (35.6)                                                                               |
| Thấp kỉ lục °C (°F)                                                                      | −37.8 (−36.0)                                                                            | −33.9 (−29.0)                                                                            | −29.4 (−20.9)                                                                            | −15.0 (5.0)                                                                              | −4.4 (24.1)                                                                              | 0.0 (32.0)                                                                               | 6.1 (43.0)                                                                               | 3.3 (37.9)                                                                               | −2.2 (28.0)                                                                              | −7.2 (19.0)                                                                              | −19.4 (−2.9)                                                                             | −32.4 (−26.3)                                                                            | −37.8 (−36.0)                                                                            |
| Lượng Giáng thủy trung bình mm (inches)                                                  | 77.2 (3.04)                                                                              | 62.7 (2.47)                                                                              | 69.1 (2.72)                                                                              | 82.2 (3.24)                                                                              | 81.2 (3.20)                                                                              | 87.0 (3.43)                                                                              | 89.3 (3.52)                                                                              | 94.1 (3.70)                                                                              | 83.1 (3.27)                                                                              | 91.3 (3.59)                                                                              | 96.4 (3.80)                                                                              | 86.8 (3.42)                                                                              | 1.000,3 (39.38)                                                                          |
| Lượng mưa trung bình mm (inches)                                                         | 27.3 (1.07)                                                                              | 20.9 (0.82)                                                                              | 29.7 (1.17)                                                                              | 67.7 (2.67)                                                                              | 81.2 (3.20)                                                                              | 87.0 (3.43)                                                                              | 89.3 (3.52)                                                                              | 94.1 (3.70)                                                                              | 83.1 (3.27)                                                                              | 89.1 (3.51)                                                                              | 76.7 (3.02)                                                                              | 38.8 (1.53)                                                                              | 784.9 (30.90)                                                                            |
| Lượng tuyết rơi trung bình cm (inches)                                                   | 49.5 (19.5)                                                                              | 41.2 (16.2)                                                                              | 36.2 (14.3)                                                                              | 12.9 (5.1)                                                                               | 0.02 (0.01)                                                                              | 0.0 (0.0)                                                                                | 0.0 (0.0)                                                                                | 0.0 (0.0)                                                                                | 0.0 (0.0)                                                                                | 1.8 (0.7)                                                                                | 19.0 (7.5)                                                                               | 48.9 (19.3)                                                                              | 209.5 (82.5)                                                                             |
| Số ngày giáng thủy trung bình (≥ 0.2 mm)                                                 | 16.7                                                                                     | 13.7                                                                                     | 13.6                                                                                     | 12.9                                                                                     | 13.6                                                                                     | 13.3                                                                                     | 12.3                                                                                     | 11.6                                                                                     | 11.1                                                                                     | 13.3                                                                                     | 14.8                                                                                     | 16.3                                                                                     | 163.3                                                                                    |
| Số ngày mưa trung bình (≥ 0.2 mm)                                                        | 4.2                                                                                      | 4.0                                                                                      | 6.9                                                                                      | 11.6                                                                                     | 13.6                                                                                     | 13.3                                                                                     | 12.3                                                                                     | 11.6                                                                                     | 11.1                                                                                     | 13.0                                                                                     | 11.7                                                                                     | 5.9                                                                                      | 119.1                                                                                    |
| Số ngày tuyết rơi trung bình (≥ 0.2 cm)                                                  | 15.3                                                                                     | 12.1                                                                                     | 9.1                                                                                      | 3.2                                                                                      | 0.07                                                                                     | 0.0                                                                                      | 0.0                                                                                      | 0.0                                                                                      | 0.0                                                                                      | 0.72                                                                                     | 5.4                                                                                      | 13.0                                                                                     | 58.9                                                                                     |
| Độ ẩm tương đối trung bình (%)                                                           | 74.6                                                                                     | 73.5                                                                                     | 73.1                                                                                     | 72.4                                                                                     | 73.6                                                                                     | 78.0                                                                                     | 81.0                                                                                     | 84.7                                                                                     | 86.3                                                                                     | 83.7                                                                                     | 80.8                                                                                     | 79.3                                                                                     | 78.4                                                                                     |
| Số giờ nắng trung bình tháng                                                             | 101.2                                                                                    | 127.8                                                                                    | 164.3                                                                                    | 178.3                                                                                    | 228.9                                                                                    | 240.3                                                                                    | 271.5                                                                                    | 246.3                                                                                    | 182.2                                                                                    | 143.5                                                                                    | 83.6                                                                                     | 83.6                                                                                     | 2.051,3                                                                                  |
| Nguồn: Environment Canada                                                                |                                                                                          |                                                                                          |                                                                                          |                                                                                          |                                                                                          |                                                                                          |                                                                                          |                                                                                          |                                                                                          |                                                                                          |                                                                                          |                                                                                          |                                                                                          |

## Du lịch
- Nhà thờ Thánh Giuse

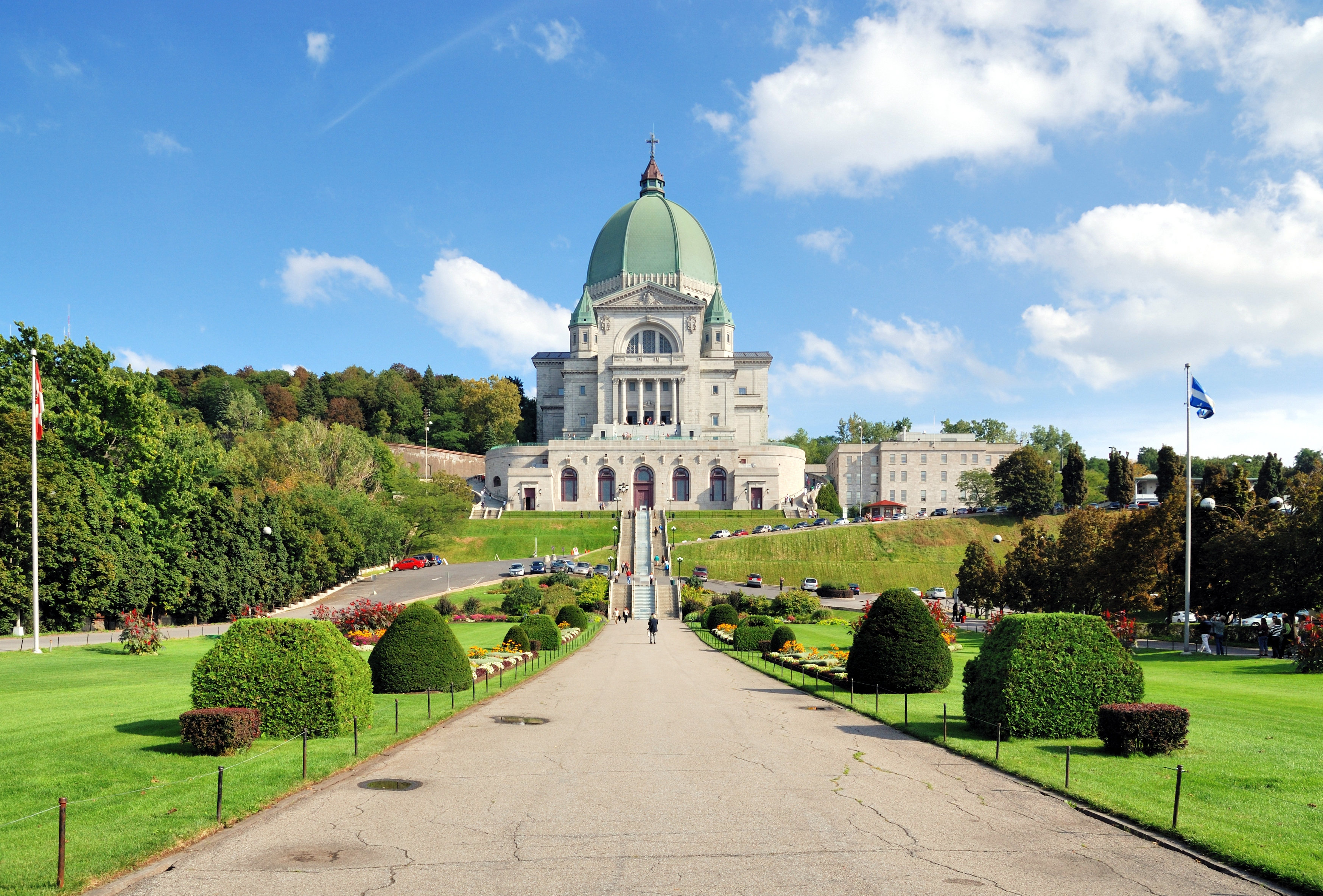
Nhà thờ Thánh Giuse (Saint Joseph's Oratory of Mount Royal) tại Núi Royal, Đảo Montréal, là nhà thờ lớn nhất tại Canada.

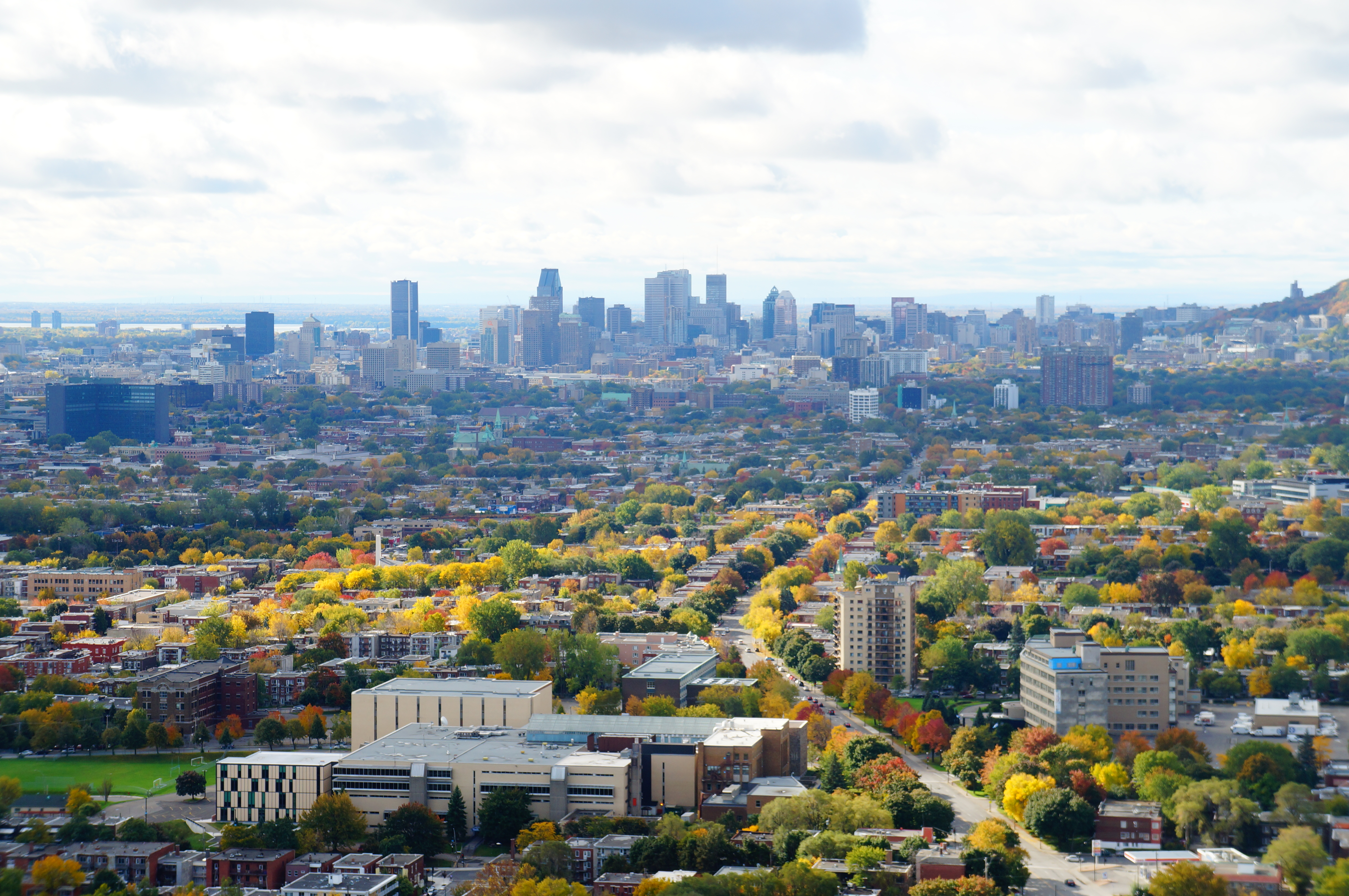
Quang cảnh thành phố Montréal nhìn cách 80km từ phía trung tâm thành phố.

- Công viên La Ronde: là công viên giải trí lớn nhất miền Đông Canada. Ở đây không chỉ có tàu lượn mà còn nhiều trò chơi sôi động và hấp dẫn khác.
- Phố Saint-Paul: con phố dài này chưa đầy 1 dặm thành lập từ cuối năm 1600, từng là một trung tâm thương mại, nằm trong khu phố cổ Montreal, một khu phố châu Âu. Con phố đá cuội có rất nhiều quán ăn, quán bar, cửa hàng lưu niệm, cửa hàng và phòng trưng bày nghệ thuật dưới những toà nhà lâu đời. Ngoài ra, ở đây có Bảo tàng Bourgeoys Marguerite và nhà thờ  Notre-Dame-de-Bon-Secours Chapel. Phía đông đường Saint-Paul là chợ Marché Bonsecours và ngôi nhà Boutique des Métiers d'thuật Quebecois, một trung tâm dành cho các nghệ nhân và nghệ sĩ trang sức, pha lê và nhà thiết kế trang phục.
- Bảo tàng nghệ thuật Montreal là bảo tàng lớn nhất thành phố với bộ sưu tập bách khoa của hơn 41.000 công trình. Ở đây thường có các cuộc triển lãm ở nhiều lĩnh vực như nghệ thuật, thời trang, thiết kế, âm nhạc, phim ảnh.
- Công viên Mont-Royal chiếm một phần của ngọn núi giữa đảo Montreal, vị trí cao nhất thành phố mà từ đây du khách có thể chiêm ngưỡng vẻ đẹp của Montreal và các ngọn núi phía nam từ trên cao. Giống như toà nhà Empire State ở New York hay tháp Eiffel ở Paris, đây như là cột mốc tự nhiên để định hướng đến Montreal.
- Vườn bách thảo rộng 75 hecta nằm ở trung tâm Montreal, nơi có hơn 22.000 loài thực vật và giống cây trồng ở các nhà kính và khu vườn, nổi bật là khu vườn Trung Quốc được thiết kế theo nguyên tắc âm dương, nghệ thuật Trung Quốc. Khu vườn Nations First theo kiểu Mỹ, Vườn Alpine của dãy núi Hymalaya. Tham quan khu vườn, bạn sẽ hiểu tại sao nó còn được gọi là 'một chuyến vòng quanh thế giới'.
- Nhà thờ Đức Bà do kiến trúc sư James O'Donnell thiết kế năm 1824 mang kiến trúc Gothic có những bức tượng chạm khắc tinh xảo và nhà nguyện.
- Phòng sáng tạo Mile End: đây là một thiên đường của nghệ thuật từ những năm 1980, một không gian sáng tạo mạnh mẽ bao gồm các nghệ sĩ, nhà văn, nhạc sĩ và nhà làm phim. Phòng nằm giữa Le Plateau du Mont-Royal và Little Italy. Đến đây, du khách có thể đến Le Cafe Depanneur, nơi ban nhạc chơi cả ngày còn buổi tối có Casa del Popolo.

## Mua sắm
Một điểm mua sắm đặc sắc không kém các trung tâm thương mại lớn là các khu chợ địa phương. Tại các khu chợ này, bạn có thể gặp, nói chuyện với người dân địa phương cũng như mua các mặt hàng phổ biển có chất lượng ngon và giá rẻ ở đây, đặc biệt là vào mùa hè các mặt hàng có sẵn hơn cả. Ở Montreal có đặc sản dâu tây Quebec nổi tiếng thế giới. Thành phố là nơi cung cấp dâu tây lớn nhất nhất cho thị trường Bắc Mỹ. Nổi bật là chợ Marche Jean Talon, một chợ có các mặt hàng thực phẩm tươi ngon hơn cả. Trong chợ có nhiều dãy hàng dài với các quầy hàng bán trái cây, rau, hoa, bánh nướng. Bên ngoài có nhiều nhà hàng, quán cà phê với hàng hiên ấm cúng bên cạnh chợ và chợ Le Marche des Saveurs du Quebec, một trong những nơi ở Montreal có các đặc sản vùng như phô mai tươi, thịt hun khói, xi-rô, rượu vang, rượu táo và một lượng lớn quà tặng.